# Кэнтылькикэ (приток Тольки)
Кэнтылькикэ (устар. Хэндыль-Кикя) — река в России, протекает по территории Ямало-Ненецкого автономного округа. Устье реки находится в 350 км по правому берегу реки Толька. Длина реки составляет 22 км.
Система водного объекта: Толька → Таз → Карское море.

## Данные водного реестра
По данным государственного водного реестра России относится к Нижнеобскому бассейновому округу, водохозяйственный участок реки — Таз. Речной бассейн реки — Таз.
Код объекта в государственном водном реестре — 15050000112115300066274.